# Stora Markie
Stora Markie är en herrgård i Anderslövs socken i Trelleborgs kommun i Skåne.
Stora Markie har en huvudbyggnad som är byggd i en våning och har en flygel. Den byggdes 1926 efter en brand. Godset är på alla håll omgivet av den bördiga slättbygden. Längre i norr vidtar vackra bokskogar på kullarna söder om Börringesjön. Där, vid Markiehage, uppfördes 1875-76 en vacker slottsbyggnad med stor park. 

## Historia
Markie omtalas redan i första halvan av 1300-talet och köptes några årtionden senare av Valdemar Atterdag. Senare har det tillhört medlemmar av släkterna Gyllenstierna, Bille, Podebusch, Tott och, från 1714, Stiernblad. Inom släkten Stiernblad blev Stora Markie fideikommiss 1743. Fideikommisset upphörde 1971, då ett aktiebolag bildades med Erik Haqvin och Karl Vilhelm Stiernblad som ägare.